# Alberto Zardo
Alberto Zardo (né à Padoue le 10 mai 1876 et mort à Florence en 1959) est un peintre italien.

## Biographie
Alberto Zardo est né à Padoue en 1896 et dans sa jeunesse il a quitté la Vénétie pour la Toscane.
Il se forme à l'Académie des beaux-arts de Florence où il est l'élève de Raffaello Sorbi (1844-1931), un peintre de genre et a suivi des cours de sculpture avec Augusto Rivalta.
Il se  spécialise dans différents genres, allant des portraits, aux paysages et aux figures.
Au début du XXe siècle, Alberto Zardo débute dans le domaine de l'illustration et en 1901, il remporte le premier prix du concours Alinari pour l'illustration Il passaggio dello stinge de la Divine Comédie. Dans ses dernières années, il fait des incursions dans la peinture à thème sacrés.